# Franz Lehmann (Radsportler)
Franz Lehmann (* 20. Mai 1907 in Berlin; † 1951) war ein deutscher Radrennfahrer. Zusammen mit Oskar Tietz gewann er 1933 das erste Sechstagerennen von München.
Er war der Vater des Schauspielers Manfred Lehmann und lebte in Berlin.